# Back to Front (album de Lionel Richie)
Pour les articles homonymes, voir Back to Front.
Albums de Lionel Richie
Dancing on the Ceiling
(1986) Louder Than Words
(1996)
Back to Front est la première compilation du chanteur américain Lionel Richie, sortie le 5 mai 1992 chez Motown.
Elle comprend des chansons de la carrière solo de Lionel Richie et quatre enregistrées avec le groupe Commodores. Back to Front comprend aussi trois chansons inédites, Do It to Me, My Destiny et Love, Oh Love, qui sont toutes également sorties en single au cours de l'année 1992.
L'édition internationale de l'album comprend également les titres Dancing on the Ceiling (orthographié comme Dancin' on the Celing) et Stuck on You, qui ne figurent pas dans l'édition nord-américaine.

## Accueil commercial
Aux États-Unis, Back to Front est entré à la 19e place du Billboard 200, qui est également la meilleure position dans le classement. Il a également atteint la 7e place du Billboard Top R&B Albums.
L'album est directement entré à la première place de l'Albums Chart britannique et de l'ARIA Albums Chart australien, et a passé 12 semaines à la première place de l'Album Top 100 néerlandais. Le premier single Do It to Me a notamment atteint la 21e place du Billboard Hot 100 américain, la première place du Hot R&B/Hip-Hop Songs américain et la 6e place du Top 50 français.

## Liste des titres
Toutes les chansons sont écrites et composées par Lionel Richie, sauf indication contraire.
| 1.    | Do It to Me                              |                                                  | Inédit                            | 6:03 |
| 2.    | My Destiny                               |                                                  | Inédit                            | 4:49 |
| 3.    | Love, Oh Love                            |                                                  | Inédit                            | 5:47 |
| 4.    | All Night Long (All Night)               |                                                  | Can't Slow Down                   | 4:16 |
| 5.    | Easy (avec les Commodores)               |                                                  | Commodores                        | 4:15 |
| 6.    | Still (avec les Commodores)              |                                                  | Midnight Magic                    | 3:43 |
| 7.    | Endless Love (duo avec Diana Ross)       |                                                  | Un amour infini (bande originale) | 4:26 |
| 8.    | Running with the Night                   | - Lionel Richie - Cynthia Weil                   | Can't Slow Down                   | 4:07 |
| 9.    | Dancin' on the Ceiling                   | - Lionel Richie - Carlos Rios - Michael Frenchik | Dancing on the Ceiling            | 4:22 |
| 10.   | Sail On (avec les Commodores)            |                                                  | Midnight Magic                    | 4:00 |
| 11.   | Hello                                    |                                                  | Can't Slow Down                   | 4:07 |
| 12.   | Truly                                    |                                                  | Lionel Richie                     | 3:20 |
| 13.   | Penny Lover                              | - Lionel Richie - Brenda Harvey Richie           | Can't Slow Down                   | 3:48 |
| 14.   | Stuck on You                             |                                                  | Can't Slow Down                   | 3:10 |
| 15.   | Say You, Say Me                          |                                                  | Dancing on the Ceiling            | 3:59 |
| 16.   | Three Times a Lady (avec les Commodores) |                                                  | Natural High                      | 3:35 |
| 68:28 |                                          |                                                  |                                   |      |

## Personnel
| Titres 1, 2 et 3 - Lionel Richie – chant, claviers, arrangements rythmiques, arrangements vocaux, chœurs (1, 2) - Brad Cole – synthétiseurs, programmation de synthétiseur - Michael Landau – guitares (1, 2, 3) - David Williams – guitares (2) - Freddie Washington – basse - Quincy Jones III – programmation de batterie (1, 2) - Jim Keltner – batterie (3) - Lenny Castro – percussion - Marc Russo – saxophone solo (1) - Stewart Levine – arrangements rythmiques - Paul Buckmaster – orchestrations de cordes et cuivres (2, 3) - Jim Gilstrap, Terry Holcomb, Marva King, Darlene Koldenhoven, Laura Lombardo, Benjamin McCrary, Quincy McCrary, Eve Reinhardt, Alice Sanderson, Richard Stuart, Carmen Twillie et Myla Twillie – chœurs (3) | Titre 7 - Lionel Richie – chant, arrangements vocaux - Diana Ross – chant - Reginald "Sonny" Burke – Fender Rhodes - Barnaby Finch – piano acoustique - Paul Jackson Jr. – guitare électrique, guitare acoustique solo - Fred Tackett – guitare - Nathan East – basse - Rick Shlosser – batterie - Gene Page – cuivres, arrangements rythmiques et cordes - Harry Bluestone – premier violon |

### Production
- Stewart Levine – producteur (1, 2, 3)
- Lionel Richie – producteur (1-4, 7, 8, 10–15)
- James Anthony Carmichael – producteur (4, 5, 6, 8-16)
- Commodores – producteurs (5, 6, 9, 14, 16)
- Darren Klein – enregistrement (1, 2, 3), mixage (1, 2, 3)
- Marnie Riley – ingénieur du son adjoint (1, 2, 3)
- Reginald Dozier – ingénieur du son (7)
- Guy Costa – mixage (7)
- Bernie Grundman – mastering
- Johnny Lee – direction artistique, conception
- Matthew Rolston – photographie

Studios
- Titres 1, 2 & 3 enregistrés et mixés aux Conway Studios (Hollywood, Californie).
- Titre 7 enregistré aux Devonshire Sound Studios (Hollywood, Californie). Mixé aux Motown Recording Studios (West Hollywood, Californie).
- Mastérisé au Bernie Grundman Mastering (Hollywood, Californie).

## Classements et certifications
| Classement (1992–94)                | Meilleure position |
| ----------------------------------- | ------------------ |
| Allemagne (Media Control AG)        | 2                  |
| Australie (ARIA)                    | 1                  |
| Autriche (Ö3 Austria Top 40)        | 3                  |
| Belgique (Flandre Ultratop)         | 38                 |
| Canada (Canadian Albums)            | 13                 |
| États-Unis (Billboard 200)          | 19                 |
| États-Unis (Top R&B/Hip-Hop Albums) | 7                  |
| Europe (European Top 100 Albums)    | 1                  |
| France (SNEP)                       | 1                  |
| Norvège (VG-lista)                  | 2                  |
| Nouvelle-Zélande (RIANZ)            | 1                  |
| Pays-Bas (Mega Album Top 100)       | 1                  |
| Royaume-Uni (UK Albums Chart)       | 1                  |
| Suède (Sverigetopplistan)           | 22                 |
| Suisse (Schweizer Hitparade)        | 3                  |

| Classement (2000–2011)        | Meilleure position |
| ----------------------------- | ------------------ |
| Espagne (Promusicae)          | 84                 |
| Italie (FIMI)                 | 69                 |
| Royaume-Uni (UK Albums Chart) | 28                 |

| Classement (1992)                   | Position |
| ----------------------------------- | -------- |
| Allemagne (Media Control)           | 16       |
| Australie (ARIA)                    | 6        |
| Autriche (Ö3 Austria)               | 35       |
| Canada (RPM Top 100 Albums)         | 69       |
| États-Unis (Billboard 200)          | 100      |
| États-Unis (Top R&B/Hip-Hop Albums) | 40       |
| Europe (European Top 100 Albums)    | 7        |
| Nouvelle-Zélande (RMNZ)             | 6        |
| Pays-Bas (Album Top 100)            | 2        |
| Suisse (Schweizer Hitparade)        | 14       |

| Classement (1993)                | Position |
| -------------------------------- | -------- |
| Pays-Bas (Album Top 100)         | 16       |
| Europe (European Top 100 Albums) | 98       |
| Royaume-Uni (OCC)                | 82       |

| Classement (2001) | Position |
| ----------------- | -------- |
| Royaume-Uni (OCC) | 196      |

### Certifications
| Région                                                               | Certification | Ventes/Streams |
| -------------------------------------------------------------------- | ------------- | -------------- |
| Allemagne (BM)                                                       | Platine       | 500 000^       |
| Australie (ARIA)                                                     | 2 × Platine   | 140 000^       |
| Autriche (IFPI Autriche)                                             | Platine       | 50 000*        |
| Canada (Music Canada)                                                | Or            | 50 000^        |
| Espagne (PME)                                                        | Or            | 50 000^        |
| États-Unis (RIAA)                                                    | Platine       | 1 000 000^     |
| France (SNEP)                                                        | 3 × Platine   | 1 006 800      |
| Italie (FIMI) ventes depuis 2009                                     | Or            | 25 000*        |
| Nouvelle-Zélande (RMNZ)                                              | Platine       | 15 000^        |
| Pays-Bas (NVPI)                                                      | Or            | 50 000^        |
| Royaume-Uni (BPI)                                                    | 4 × Platine   | 1 793 978      |
| Suisse (IFPI Suisse)                                                 | 2 × Platine   | 100 000^       |
| Résumé                                                               |               |                |
| Monde                                                                |               | 8 000 000      |
| *Ventes selon la certification ^Mise en rayon selon la certification |               |                |